# Token Racing
Token Racing foi uma equipe britânica de Fórmula 1, projetada em 1973 por Ron Dennis e seu sócio Neil Trundle, e depois vendida para Tony Vlassopoulo e Ken Grob, que concretizaram o projeto.
A equipe, que começou a competir apenas no ano de 1974, participou de apenas três grandes prêmios. Essa foi a primeira e última temporada da equipe na categoria. 
Os pilotos que passaram pela equipe foram: David Purley, Ian Ashley e Tom Pryce. 

## História
Em 1973, Ron Dennis e seu sócio Neil Trundle projetaram uma equipe para competir na Fórmula 1 no ano seguinte. Mas com a crise do petróleo naquele ano, o projeto perdeu o seu único patrocinador, a Motul. Com isso o projeto não pôde ser continuado e foi vendido para Tony Vlassopoulo e Ken Grob. Os dois, então, concretizaram o projeto e criaram a Token Racing. 
A equipe estreou apenas no ano de 1974, no GP da Bélgica, quinta etapa da temporada, em Nivelles no circuito Nivelles-Baulers. O RJ02, nome dado ao carro da equipe, foi guiado pelo piloto galês Tom Pryce. Tom conseguiu se classificar, mas conseguiu apenas o 20º lugar. Na corrida o carro teve problemas na suspensão e acabou abandonando.
Mais de dois meses depois, a Token decidiu participar do GP da Grã-Bretanha, 10º etapa da temporada, no Circuito de Brands Hatch. Desta vez, quem guiou o carro da equipe foi o piloto britânico David Purley, que acabou não conseguindo se classificar.
A Token, então, decidiu participar das duas etapas seguintes, os GPs da Alemanha e da Áustria. O piloto britânico Ian Ashley foi quem ficou encarregado de guiar o carro da equipe nas duas etapas.
No GP da Alemanha, no antigo circuito de Nürburgring, Ian Ashley conseguiu se classificar para a corrida. O britânico terminou a corrida em 14º lugar.
No GP da Áustria, etapa seguinte, disputado no circuito de Österreichring (atualmente chamado de Red Bull Ring), o britânico conseguiu completar a corrida, mas foi desclassificado. Esse foi o último GP da equipe britânica.